# 張至発
張 至発（張至發、ちょう しはつ、1573年 - 1642年）は、明末の官員。

## 生涯
山東淄博の人。万暦29年（1611年）、科挙に合格して進士に及第し、庶吉士になった。天啓元年（1621年）、大理寺丞になった。
崇禎5年（1632年）から順天府丞に任ぜられ、庶民に褒めそやされた。崇禎10年（1637年）、首輔であった温体仁の辞職にともない、首輔を加えられた。しかし地方官の出身のため、中央官員から除外された。翌年、「機密外漏」で崇禎帝の不興を買って罷免され、帰郷した。少ないながら賞与を賜わったが、全額を淄博の工事のために寄付した。
崇禎14年（1641年）に再召されたが出仕せず、翌崇禎15年（1642年）に郷里で逝去した。

## 参考資料
- 『崇禎長編』
- 『明史』列伝